# 第一亚尼诺
第一亚尼诺（羅馬化：Yanino-1）是俄罗斯列宁格勒州的市级镇，属弗谢沃洛日斯克区，地处列宁格勒州中西部，位于区行政中心弗谢沃洛日斯克西南方，在州府圣彼得堡东侧、加特契纳东北方，靠近圣彼得堡直辖市。
建于1853年。2016年设市级镇，此前为村庄。该地2021年人口有14,210人；2010年人口4,452人；2002年人口4,285人。